# Bakonypölöske
Bakonypölöske (hongrois : Bakonypölöske [ˈbɒkoɲpøløʃkɛ] ; allemand : Peretschke ou Peroldsdorf) est une localité hongroise située dans le comitat de Veszprém.

## Site et localisation

### Topographie et hydrographie
Bakonypölöske est située au pied des monts Bakony, dans la région de Bakonyalja.

## Histoire
La première mention écrite de la localité remonte à 1314, sous le nom de Perechke. Elle était alors habitée par de petits nobles. Le village fut détruit pendant l'occupation ottomane, et ce n'est qu'au XVIIIe siècle qu'il commença à se repeupler, principalement grâce à l'installation de colons allemands.
Jusqu'en 1909, la commune portait le nom de Pölöske.
En septembre 2014, les deux routes menant au village durent être temporairement fermées à la circulation en raison de violentes pluies qui provoquèrent le débordement de plusieurs cours d'eau.

## Population

### Minorités culturelles et religieuses
Lors du recensement de 2011, 95,2 % des habitants se déclaraient hongrois, 24,8 % allemands et 4,5 % roms (4,8 % n'avaient pas répondu ; en raison des identités multiples, le total peut dépasser 100 %). La répartition religieuse était la suivante : catholiques romains 66,4 %, réformés 3,5 %, luthériens 2,1 %, catholiques grecs 0,3 %, sans affiliation religieuse 5,6 % (21,6 % n'avaient pas répondu).
En 2022, 85,3 % des habitants se déclaraient hongrois, 10 % allemands, 3,9 % roms, 0,5 % roumains, et 2,3 % d'une autre nationalité non autochtone (14,4 % n'avaient pas répondu ; les identités multiples peuvent faire dépasser la somme de 100 %). Concernant les appartenances religieuses, 51,4 % se disaient catholiques romains, 2,8 % réformés, 1,5 % luthériens, 0,5 % catholiques grecs, 0,3 % orthodoxes, 1,3 % autres chrétiens, 2,1 % autres catholiques, et 5,4 % sans affiliation religieuse (34,7 % n'avaient pas répondu).

## Équipements

### Réseaux extra-urbains
La localité est accessible uniquement par la route 8402, qui relie les deux villes voisines et traverse l'ensemble du territoire communal du sud au nord en tant que rue principale. Aucune ligne de chemin de fer ne dessert la localité ; la gare la plus proche se trouve à Devecser, sur la ligne ferroviaire Székesfehérvár–Szombathely.

## Patrimoine local
La commune abrite l'église catholique romaine dédiée à saint Martin, ainsi qu'un manoir de la fin du XVIIIe siècle connu sous le nom de Halasy-Öchtritz. On y trouve également un étang au pied de la colline Szilvásdomb, aujourd'hui non adapté à la pratique de la pêche.